# Рагби 15 репрезентација Летоније
Рагби јунион репрезентација Летоније је рагби јунион тим који представља Летонију у овом екипном спорту. Рагби савез Летоније је основан 1963. а први званичан тест меч Летонци су играли 1992. противник је била Рагби јунион репрезентација Грузије. Највећи ривал Летонцима је Рагби јунион репрезентација Литваније која им је и нанела најтежи пораз у историји 57-3. Најубедљивију победу рагбисти Летоније остварили су 1997. када су разбили Бугарску 89-0. Рагби јунион репрезентација Летоније је у дивизији 2Б Куп европских нација.

## Тренутни састав
Јанис Скуја
Едгарс Цирулис
Арис Андерсон
Марис Стрејкис
Арвис Пилиенкирс
Едијс Либерс
Сантис Поданс
Андрејс Борисовс
Русланс Котлевс
Валтерс Ранкинс
Михаис Туминс
Микус Озолс
Реинис Пепа
Кристапс Јакус
Андрејс Мелниковс
Сандрис Јаунтевс
Марис Робезниекс
Елмарс Имбрас
Ингус Аиварс
Раимондс Круминс
Кистпас Брезинс
Матис Залманис